# 田村市
田村市（たむらし）は、福島県中通り中部に位置する市。

## 概要
福島県中通り最東端に位置し、沿岸エリアの浜通りとの結節点となる地域である。全体の約62パーセントを山林が占める中山間地域で、観光でもあぶくま洞やムシムシランドなど自然を活かした観光資源を有している。
市名は坂上田村麻呂による蝦夷征討後、その子孫である田村氏がこの地を田村郡として代々支配してきたことに由来し、公募により決定された。市章も同じく公募により制定されたものである。
そのような歴史的経緯から坂上田村麻呂に関する伝承が数多くあり、市内には坂上田村麻呂伝説に由来する地名が複数存在する。

## 地理

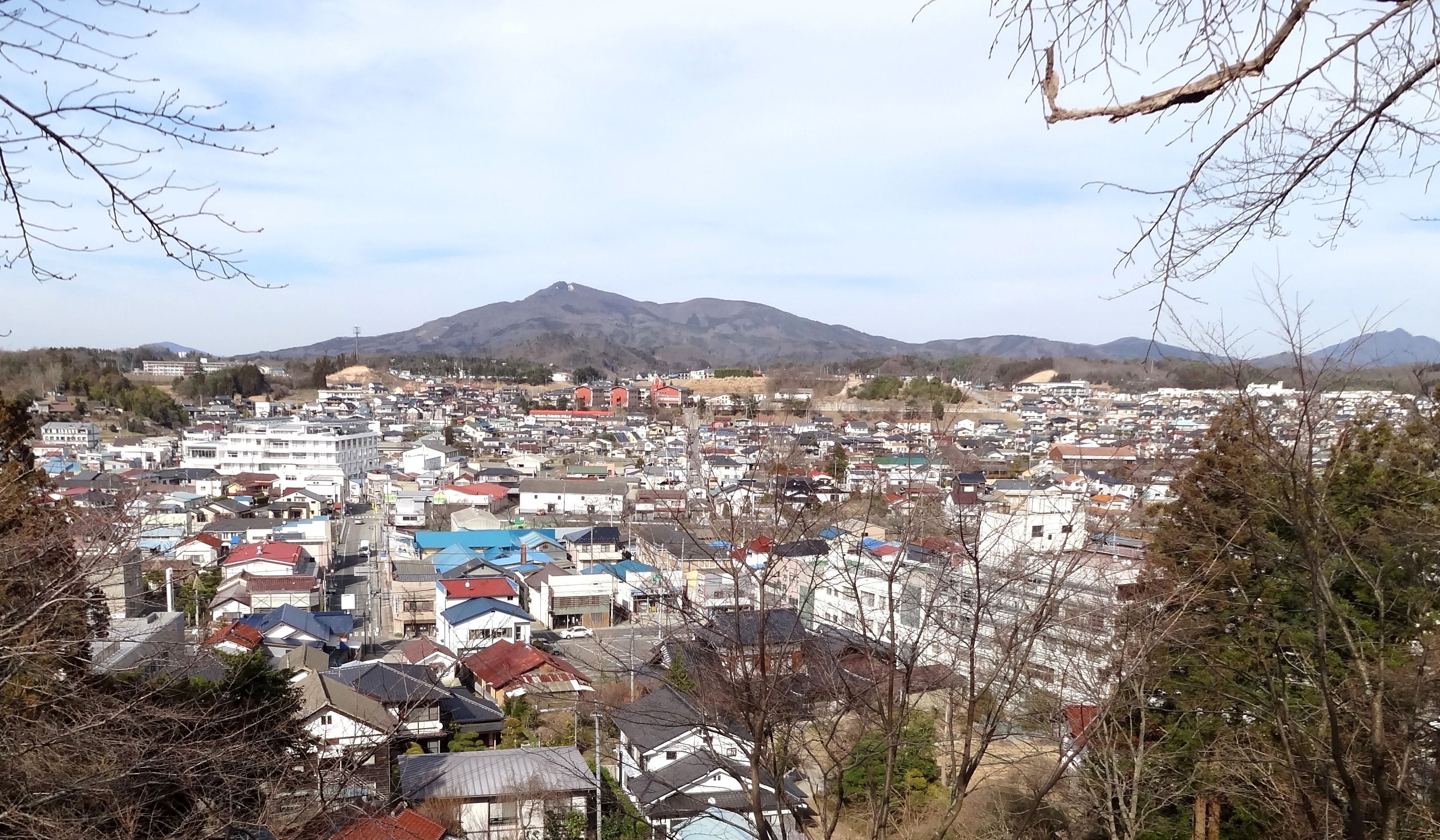
船引市街（田村市中心部）

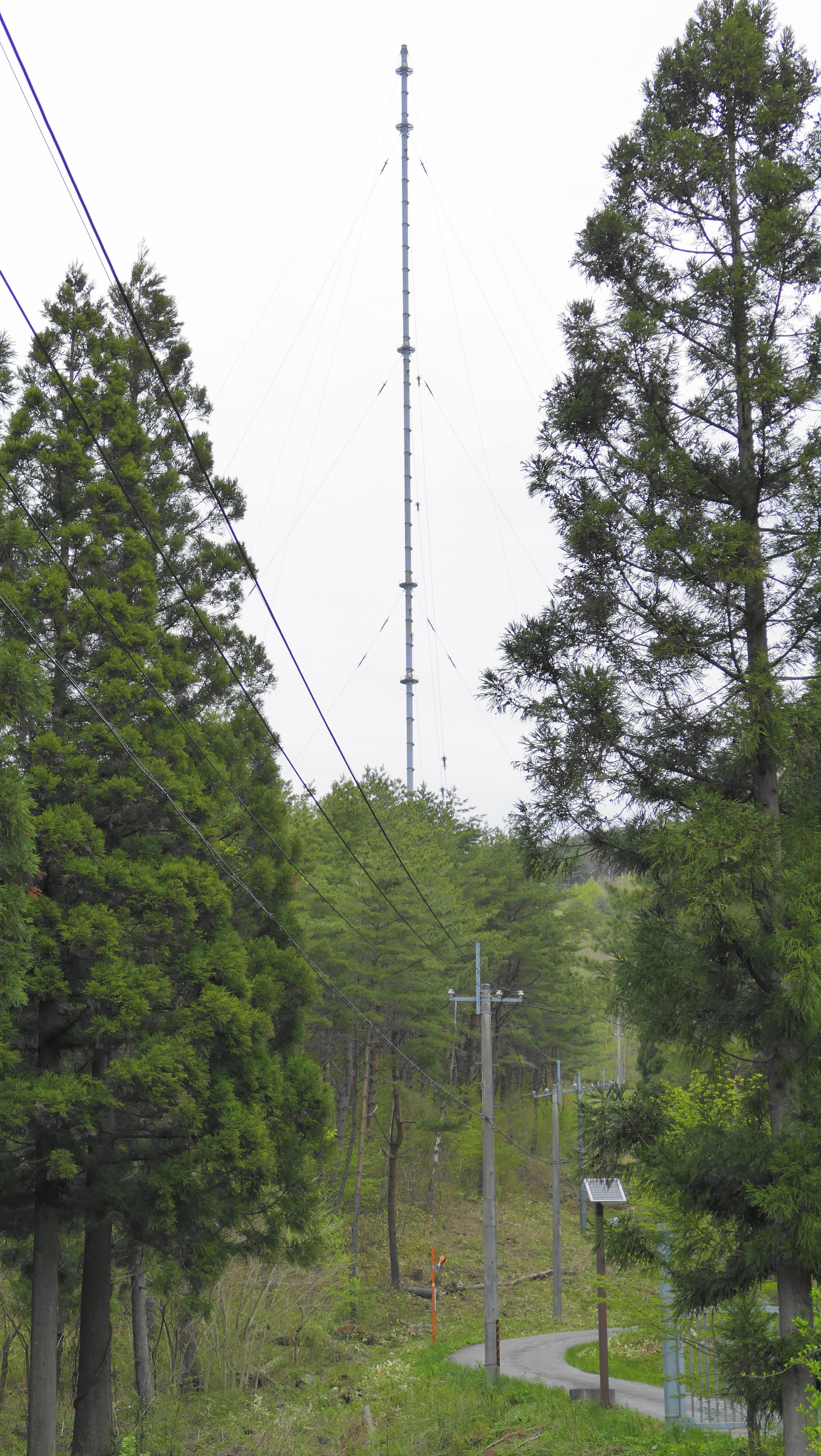
おおたかどや山標準電波送信所

阿武隈高地が南北に走り、北方に日山、移ヶ岳、東方に鎌倉岳、五十人山、日本標準時の電波を送信するおおたかどや山標準電波送信所のある大鷹鳥谷山、大滝根山、西方に片曽根山、高柴山、南方に矢大臣山があり、それに阿武隈高地特有のゆるやかな山地となだらかな丘陵地帯が広がっている。またこれらの山岳を源とする大滝根川や高瀬川などの多くの河川が流れている。

### 隣接する自治体
- 二本松市、郡山市、いわき市
- 田村郡：三春町、小野町
- 双葉郡：川内村、大熊町、浪江町、葛尾村

## 気候
寒暖の差が大きく気温の年較差、日較差が大きい顕著な大陸性気候である。
| 船引（1991年 - 2020年）の気候      | 船引（1991年 - 2020年）の気候 | 船引（1991年 - 2020年）の気候 | 船引（1991年 - 2020年）の気候 | 船引（1991年 - 2020年）の気候 | 船引（1991年 - 2020年）の気候 | 船引（1991年 - 2020年）の気候 | 船引（1991年 - 2020年）の気候 | 船引（1991年 - 2020年）の気候 | 船引（1991年 - 2020年）の気候 | 船引（1991年 - 2020年）の気候 | 船引（1991年 - 2020年）の気候 | 船引（1991年 - 2020年）の気候 | 船引（1991年 - 2020年）の気候 |
| 月                                 | 1月                           | 2月                           | 3月                           | 4月                           | 5月                           | 6月                           | 7月                           | 8月                           | 9月                           | 10月                          | 11月                          | 12月                          | 年                            |
| ---------------------------------- | ----------------------------- | ----------------------------- | ----------------------------- | ----------------------------- | ----------------------------- | ----------------------------- | ----------------------------- | ----------------------------- | ----------------------------- | ----------------------------- | ----------------------------- | ----------------------------- | ----------------------------- |
| 最高気温記録 °C （°F）             | 13.4 (56.1)                   | 18.6 (65.5)                   | 21.9 (71.4)                   | 29.8 (85.6)                   | 32.8 (91)                     | 33.1 (91.6)                   | 35.1 (95.2)                   | 35.7 (96.3)                   | 33.5 (92.3)                   | 28.4 (83.1)                   | 23.7 (74.7)                   | 18.1 (64.6)                   | 35.7 (96.3)                   |
| 平均最高気温 °C （°F）             | 3.4 (38.1)                    | 4.5 (40.1)                    | 8.5 (47.3)                    | 15.1 (59.2)                   | 20.7 (69.3)                   | 23.7 (74.7)                   | 27.0 (80.6)                   | 28.3 (82.9)                   | 24.0 (75.2)                   | 18.1 (64.6)                   | 12.4 (54.3)                   | 6.4 (43.5)                    | 16.0 (60.8)                   |
| 日平均気温 °C （°F）               | −0.5 (31.1)                   | 0.0 (32)                      | 3.3 (37.9)                    | 9.2 (48.6)                    | 14.6 (58.3)                   | 18.4 (65.1)                   | 22.2 (72)                     | 23.1 (73.6)                   | 19.1 (66.4)                   | 13.1 (55.6)                   | 7.2 (45)                      | 2.1 (35.8)                    | 11.0 (51.8)                   |
| 平均最低気温 °C （°F）             | −4.4 (24.1)                   | −4.4 (24.1)                   | −1.5 (29.3)                   | 3.4 (38.1)                    | 8.9 (48)                      | 13.9 (57)                     | 18.4 (65.1)                   | 19.2 (66.6)                   | 15.1 (59.2)                   | 8.5 (47.3)                    | 2.2 (36)                      | −2.0 (28.4)                   | 6.4 (43.5)                    |
| 最低気温記録 °C （°F）             | −17.4 (0.7)                   | −15.0 (5)                     | −15.3 (4.5)                   | −7.2 (19)                     | −0.6 (30.9)                   | 3.8 (38.8)                    | 7.6 (45.7)                    | 9.1 (48.4)                    | 3.1 (37.6)                    | −2.7 (27.1)                   | −6.5 (20.3)                   | −15.4 (4.3)                   | −17.4 (0.7)                   |
| 降水量 mm （inch）                 | 41.7 (1.642)                  | 33.7 (1.327)                  | 71.5 (2.815)                  | 84.0 (3.307)                  | 90.6 (3.567)                  | 118.4 (4.661)                 | 181.6 (7.15)                  | 149.4 (5.882)                 | 167.4 (6.591)                 | 141.3 (5.563)                 | 60.9 (2.398)                  | 40.1 (1.579)                  | 1,180.5 (46.476)              |
| 平均降水日数 （≥1.0 mm）           | 6.6                           | 5.9                           | 9.2                           | 9.4                           | 9.7                           | 11.3                          | 13.8                          | 11.0                          | 11.5                          | 9.4                           | 6.7                           | 6.7                           | 111.1                         |
| 平均月間日照時間                   | 156.9                         | 170.0                         | 185.9                         | 189.4                         | 195.5                         | 149.8                         | 146.7                         | 172.8                         | 132.5                         | 145.1                         | 140.0                         | 144.2                         | 1,928.9                       |
| 出典1：Japan Meteorological Agency |                               |                               |                               |                               |                               |                               |                               |                               |                               |                               |                               |                               |                               |
| 出典2：気象庁                      |                               |                               |                               |                               |                               |                               |                               |                               |                               |                               |                               |                               |                               |

## 歴史

### 沿革
田村市発足前
- 1915年（大正4年）3月21日 - 平郡西線（現在の磐越東線）三春 - 小野新町間が開業。
- 1970年（昭和45年）4月1日 - 国道288号が制定。
- 1975年（昭和50年）4月1日 - 国道349号が制定。
- 1982年（昭和57年）4月1日 - 国道399号が制定。
- 1995年（平成7年）8月2日 - 船引三春インターチェンジが供用開始。

田村市発足後
- 2005年（平成17年）3月1日 - 田村郡滝根町、大越町、都路村、常葉町、船引町の5町村が合併し、田村市が発足した。
- 2011年（平成23年）3月11日 - 東日本大震災が発生。震度6弱を観測。
  - 3月12日 - 福島第一原子力発電所事故により内閣総理大臣から、都路町の一部（福島第一原発から半径20km圏内）に避難指示が出される。
  - 3月15日 - 都路地区全域、常葉町・船引町の一部（福島第一原発の半径20kmから30km圏内）に屋内退避指示が出される。
  - 4月22日 - 福島第一原発の半径20km圏内が警戒区域、半径20kmから30km圏内が緊急時避難準備区域に設定される。
  - 9月30日 - 緊急時避難準備区域が解除された。
- 2012年（平成24年）4月1日 - 警戒区域が解除され、避難指示解除準備区域に再編される。
- 2014年（平成26年）4月1日 - 都路地区の一部に出されていた避難指示解除準備区域が解除された。これにより田村市に出されていた避難指示は全て解除された[2]。
- 2015年（平成27年）3月1日 - 合併10周年記念式典を開催。
- 2023年（令和5年）1月29日 - 「田村市市民の歌 〜田村のうた〜」を制定。

### 行政区域変遷
変遷の年表
| 田村市市域の変遷（年表） | 田村市市域の変遷（年表） | 田村市市域の変遷（年表） |
| 年                       | 月日                     | 現田村市市域に関連する行政区域変遷 |
| ------------------------ | ------------------------ | --- |
| 1889年（明治22年）       | 4月1日                   | 町村制施行により、以下の村が発足。 - 片曾根村 ← 船引村・今泉村 - 文珠村 ← 春山村・粠田村・石森村 - 美山村 ← 北鹿又村・長外路村 - 瀬川村 ← 石沢村・新舘村・門鹿村・大倉村 - 移村 ← 上移村・南移村・北移村・中山村・横道村 - 芦沢村 ← 芦沢村が単独で村制施行 - 七郷村 ← 堀越村・遠山沢村・永谷村・椚山村・門沢村・牧野村・栗出村 - 要田村 ← 熊耳村・笹山村・荒和田村・南成田村・北成田村 - 大越村 ← 上大越村・下大越村 - 常葉村 ← 常葉村・久保村・新田作村・西向村・鹿山村 - 山根村 ← 関本村・小檜山村・堀田村・早稲川村・山根村 - 滝根村 ← 菅谷村・神俣村・広瀬村 - 都路村 ← 岩井沢村・古道村 |
| 1934年（昭和9年）        | 4月1日                   | 片曾根村が町制施行・改称し船引町となる。 |
| 1940年（昭和15年）       | 4月1日                   | 滝根村は町制施行し滝根町となる。 |
| 1942年（昭和17年）       | 2月8日                   | 大越村は町制施行し大越町となる。 |
| 1955年（昭和30年）       | 2月1日                   | 山根村は常葉町と合併し常葉町が発足。 |
| 1955年（昭和30年）       | 4月1日                   | - 七郷村の一部（牧野・栗出）は大越町に編入。 - 船引町・文珠村・美山村・瀬川村・移村・芦沢村と七郷村の一部（堀越・遠山沢・永谷・椚山・角沢） が合併し船引町が発足。 - 要田村は三春町、沢石村、中妻村、中郷村、御木沢村が合併し三春町が発足。 |
| 1898年（明治31年）       | 7月1日                   | 常葉村は町制施行し常葉町となる。 |
| 1956年（昭和31年）       |                          | 常葉町の一部（早稲川の一部）は大越町に編入。 |
| 1957年（昭和32年）       |                          | 三春町の一部（笹山・荒和田と熊耳・南成田の各一部）は船引町に編入。 |
| 1963年（昭和38年）       |                          | 船引町の一部（笹山・荒和田・要田の各一部）は三春町に編入。 |
| 2005年（平成17年）       | 3月1日                   | 大越町・滝根町・常葉町・船引町・都路村が合併し田村市が発足。 |

変遷表
| 田村市市域の変遷表（※細かい境界の変遷は省略） | 田村市市域の変遷表（※細かい境界の変遷は省略） | 田村市市域の変遷表（※細かい境界の変遷は省略） | 田村市市域の変遷表（※細かい境界の変遷は省略） | 田村市市域の変遷表（※細かい境界の変遷は省略） | 田村市市域の変遷表（※細かい境界の変遷は省略） | 田村市市域の変遷表（※細かい境界の変遷は省略） |
| 1868年 以前                                   | 1868年 以前                                   | 明治22年 4月1日                               | 明治22年 - 昭和19年                           | 昭和20年 - 昭和64年                           | 平成元年 - 現在                               | 現在                                          |
| --------------------------------------------- | --------------------------------------------- | --------------------------------------------- | --------------------------------------------- | --------------------------------------------- | --------------------------------------------- | --------------------------------------------- |
|                                               | 船引村                                        | 片曾根村                                      | 昭和9年4月1日 船引町に 町制施行               | 昭和30年4月1日 船引町                         | 平成17年3月1日 田村市                         | 田村市                                        |
|                                               | 今泉                                          | 片曾根村                                      | 昭和9年4月1日 船引町に 町制施行               | 昭和30年4月1日 船引町                         | 平成17年3月1日 田村市                         | 田村市                                        |
|                                               | 春山村                                        | 文珠村                                        | 文珠村                                        | 昭和30年4月1日 船引町                         | 平成17年3月1日 田村市                         | 田村市                                        |
|                                               | 粠田村                                        | 文珠村                                        | 文珠村                                        | 昭和30年4月1日 船引町                         | 平成17年3月1日 田村市                         | 田村市                                        |
|                                               | 石森村                                        | 文珠村                                        | 文珠村                                        | 昭和30年4月1日 船引町                         | 平成17年3月1日 田村市                         | 田村市                                        |
|                                               | 長外路村                                      | 美山村                                        | 美山村                                        | 昭和30年4月1日 船引町                         | 平成17年3月1日 田村市                         | 田村市                                        |
|                                               | 長外路村                                      | 美山村                                        | 美山村                                        | 昭和30年4月1日 船引町                         | 平成17年3月1日 田村市                         | 田村市                                        |
|                                               | 石沢村                                        | 瀬川村                                        | 瀬川村                                        | 昭和30年4月1日 船引町                         | 平成17年3月1日 田村市                         | 田村市                                        |
|                                               | 新舘村                                        | 瀬川村                                        | 瀬川村                                        | 昭和30年4月1日 船引町                         | 平成17年3月1日 田村市                         | 田村市                                        |
|                                               | 門鹿村                                        | 瀬川村                                        | 瀬川村                                        | 昭和30年4月1日 船引町                         | 平成17年3月1日 田村市                         | 田村市                                        |
|                                               | 大倉村                                        | 瀬川村                                        | 瀬川村                                        | 昭和30年4月1日 船引町                         | 平成17年3月1日 田村市                         | 田村市                                        |
|                                               | 上移村                                        | 移村                                          | 移村                                          | 昭和30年4月1日 船引町                         | 平成17年3月1日 田村市                         | 田村市                                        |
|                                               | 南移村                                        | 移村                                          | 移村                                          | 昭和30年4月1日 船引町                         | 平成17年3月1日 田村市                         | 田村市                                        |
|                                               | 北移村                                        | 移村                                          | 移村                                          | 昭和30年4月1日 船引町                         | 平成17年3月1日 田村市                         | 田村市                                        |
|                                               | 中山村                                        | 移村                                          | 移村                                          | 昭和30年4月1日 船引町                         | 平成17年3月1日 田村市                         | 田村市                                        |
|                                               | 横道村                                        | 移村                                          | 移村                                          | 昭和30年4月1日 船引町                         | 平成17年3月1日 田村市                         | 田村市                                        |
|                                               | 芦沢村                                        | 芦沢村                                        | 芦沢村                                        | 昭和30年4月1日 船引町                         | 平成17年3月1日 田村市                         | 田村市                                        |
|                                               | 堀越村                                        | 七郷村 の一部                                 | 七郷村の一部                                  | 昭和30年4月1日 船引町                         | 平成17年3月1日 田村市                         | 田村市                                        |
|                                               | 遠山沢村                                      | 七郷村 の一部                                 | 七郷村の一部                                  | 昭和30年4月1日 船引町                         | 平成17年3月1日 田村市                         | 田村市                                        |
|                                               | 永谷村                                        | 七郷村 の一部                                 | 七郷村の一部                                  | 昭和30年4月1日 船引町                         | 平成17年3月1日 田村市                         | 田村市                                        |
|                                               | 椚山村                                        | 七郷村 の一部                                 | 七郷村の一部                                  | 昭和30年4月1日 船引町                         | 平成17年3月1日 田村市                         | 田村市                                        |
|                                               | 門沢村                                        | 七郷村 の一部                                 | 七郷村の一部                                  | 昭和30年4月1日 船引町                         | 平成17年3月1日 田村市                         | 田村市                                        |
|                                               | 笹山村の一部                                  | 要田村                                        | 要田村                                        | 昭和32年 船引町に編入                         | 平成17年3月1日 田村市                         | 田村市                                        |
|                                               | 荒和田村の一部                                | 要田村                                        | 要田村                                        | 昭和32年 船引町に編入                         | 平成17年3月1日 田村市                         | 田村市                                        |
|                                               | 熊耳村の一部                                  | 要田村                                        | 要田村                                        | 昭和32年 船引町に編入                         | 平成17年3月1日 田村市                         | 田村市                                        |
|                                               | 南成田村の一部                                | 要田村                                        | 要田村                                        | 昭和32年 船引町に編入                         | 平成17年3月1日 田村市                         | 田村市                                        |
|                                               | 上大越村                                      | 大越村                                        | 昭和17年2月8日 町制                           | 大越町                                        | 平成17年3月1日 田村市                         | 田村市                                        |
|                                               | 下大越村                                      | 大越村                                        | 昭和17年2月8日 町制                           | 大越町                                        | 平成17年3月1日 田村市                         | 田村市                                        |
|                                               | 牧野村                                        | 七郷村 の一部                                 | 七郷村の一部                                  | 昭和30年4月1日 大越町に編入                   | 平成17年3月1日 田村市                         | 田村市                                        |
|                                               | 栗出村                                        | 七郷村 の一部                                 | 七郷村の一部                                  | 昭和30年4月1日 大越町に編入                   | 平成17年3月1日 田村市                         | 田村市                                        |
|                                               | 早稲川村                                      | 山根村                                        | 山根村                                        | 昭和31年 大越町に編入                         | 平成17年3月1日 田村市                         | 田村市                                        |
|                                               | 早稲川村                                      | 山根村                                        | 山根村                                        | 昭和30年2月1日 常葉町                         | 平成17年3月1日 田村市                         | 田村市                                        |
|                                               | 関本村                                        | 山根村                                        | 山根村                                        |                                               | 平成17年3月1日 田村市                         | 田村市                                        |
|                                               | 小檜山村                                      | 山根村                                        | 山根村                                        |                                               | 平成17年3月1日 田村市                         | 田村市                                        |
|                                               | 堀田村                                        | 山根村                                        | 山根村                                        |                                               | 平成17年3月1日 田村市                         | 田村市                                        |
|                                               | 山根村                                        | 山根村                                        | 山根村                                        |                                               | 平成17年3月1日 田村市                         | 田村市                                        |
|                                               | 常葉村                                        | 常葉村                                        | 明治31年7月1日 町制                           |                                               | 平成17年3月1日 田村市                         | 田村市                                        |
|                                               | 久保村                                        | 常葉村                                        | 明治31年7月1日 町制                           |                                               | 平成17年3月1日 田村市                         | 田村市                                        |
|                                               | 新田作村                                      | 常葉村                                        | 明治31年7月1日 町制                           |                                               | 平成17年3月1日 田村市                         | 田村市                                        |
|                                               | 西向村                                        | 常葉村                                        | 明治31年7月1日 町制                           |                                               | 平成17年3月1日 田村市                         | 田村市                                        |
|                                               | 鹿山村                                        | 常葉村                                        | 明治31年7月1日 町制                           |                                               | 平成17年3月1日 田村市                         | 田村市                                        |
|                                               | 菅谷村                                        | 滝根村                                        | 明治31年7月1日 町制                           | 滝根町                                        | 平成17年3月1日 田村市                         | 田村市                                        |
|                                               | 神俣村                                        | 滝根村                                        | 明治31年7月1日 町制                           | 滝根町                                        | 平成17年3月1日 田村市                         | 田村市                                        |
|                                               | 広瀬村                                        | 滝根村                                        | 明治31年7月1日 町制                           | 滝根町                                        | 平成17年3月1日 田村市                         | 田村市                                        |
|                                               | 岩井沢村                                      | 都路村                                        | 都路村                                        | 都路村                                        | 平成17年3月1日 田村市                         | 田村市                                        |
|                                               | 古道村                                        | 都路村                                        | 都路村                                        | 都路村                                        | 平成17年3月1日 田村市                         | 田村市                                        |

## 行政
- 市長：白石高司（2021年4月17日就任、1期目）

### 歴代市長
| 代     | 氏名     | 就任日        | 退任日        |
| ------ | -------- | ------------- | ------------- |
| 初-3代 | 冨塚宥暻 | 2005年4月17日 | 2017年4月16日 |
| 4代    | 本田仁一 | 2017年4月17日 | 2021年4月16日 |
| 5代    | 白石高司 | 2021年4月17日 | 現職          |

### イメージキャラクター
- カブトンファミリー（旧常葉町キャラクター）
- オリオンちゃん（旧滝根町キャラクター）

## 姉妹都市
- 東京都中野区
  - 1982年（昭和57年）10月1日 姉妹都市提携
- アメリカ合衆国・マンスフィールド市
  - 2000年（平成12年）10月21日 姉妹都市提携

## 産業

### 産業人口
- 第一次産業：3,280人（2010年）
- 第二次産業：7,436人（2010年）
- 第三次産業：9,074人（2010年）

### 商業施設
- ふねひきパーク
- メガステージ田村(ヨークベニマルメガステージ田村店、サンキ田村店等)
- リオンドール船引店(TSUTAYA船引店、ダイソー船引店等)

家電量販店は、ケーズデンキ、ヤマダデンキがそれぞれ1店舗出店している。

### 本社を置く主な企業
- エスポアール
- シミズストア
- デンソー福島
- トプコンオプトネクサス

### 主な製造工場
- 片倉コープアグリ大越工場
- 重松製作所船引事業所
- 中央化学東北工場
- 備北粉化工業福島工場
- 藤倉航装船引工場
- ミツバ福島工場

### 預金取扱金融機関
- 東邦銀行
- 福島銀行
- 大東銀行
- 郡山信用金庫
- 福島県商工信用組合
- 福島さくら農業協同組合

## 郵便

### 集配郵便局

船引郵便局

- 船引郵便局
- 常葉郵便局
- 瀬川郵便局
- 都路郵便局

- 移郵便局
- 大越郵便局
- 滝根郵便局

### 無集配郵便局
- 七郷郵便局
- 菅谷郵便局
- 芦沢郵便局

- 要田郵便局
- 岩井沢郵便局

### 簡易郵便局
- 下大越簡易郵便局
- 田村今泉簡易郵便局

- 西向簡易郵便局

## 地域
2005年（平成17年）2月1日現在
| 地域名 | 人口     | 面積      | 人口密度     |
| ------ | -------- | --------- | ------------ |
| 滝根   | 5,416人  | 50.70km2  | 107.63人/km2 |
| 大越   | 5,577人  | 36.66km2  | 157.97人/km2 |
| 都路   | 3,131人  | 125.37km2 | 26.62人/km2  |
| 常葉   | 6,325人  | 84.41km2  | 77.56人/km2  |
| 船引   | 23,387人 | 161.16km2 | 148.42人/km2 |
| 総数   | 43,836人 | 458.30km2 | 98.30人/km2  |

### 人口
| |                                        |  |
| 田村市と全国の年齢別人口分布（2005年） | 田村市の年齢・男女別人口分布（2005年） |  |
| ■紫色 ― 田村市 ■緑色 ― 日本全国 | ■青色 ― 男性 ■赤色 ― 女性              |  |
| 田村市（に相当する地域）の人口の推移 \| 1970年（昭和45年） \| 52,926人 \| \| \| 1975年（昭和50年） \| 49,924人 \| \| \| 1980年（昭和55年） \| 48,932人 \| \| \| 1985年（昭和60年） \| 48,057人 \| \| \| 1990年（平成2年） \| 46,758人 \| \| \| 1995年（平成7年） \| 46,129人 \| \| \| 2000年（平成12年） \| 45,052人 \| \| \| 2005年（平成17年） \| 43,253人 \| \| \| 2010年（平成22年） \| 40,422人 \| \| \| 2015年（平成27年） \| 38,503人 \| \| \| 2020年（令和2年） \| 35,169人 \| \| |                                        |  |
| 総務省統計局 国勢調査より |                                        |  |
| 1970年（昭和45年） | 52,926人                               |  |
| 1975年（昭和50年） | 49,924人                               |  |
| 1980年（昭和55年） | 48,932人                               |  |
| 1985年（昭和60年） | 48,057人                               |  |
| 1990年（平成2年） | 46,758人                               |  |
| 1995年（平成7年） | 46,129人                               |  |
| 2000年（平成12年） | 45,052人                               |  |
| 2005年（平成17年） | 43,253人                               |  |
| 2010年（平成22年） | 40,422人                               |  |
| 2015年（平成27年） | 38,503人                               |  |
| 2020年（令和2年） | 35,169人                               |  |

### 市の機関

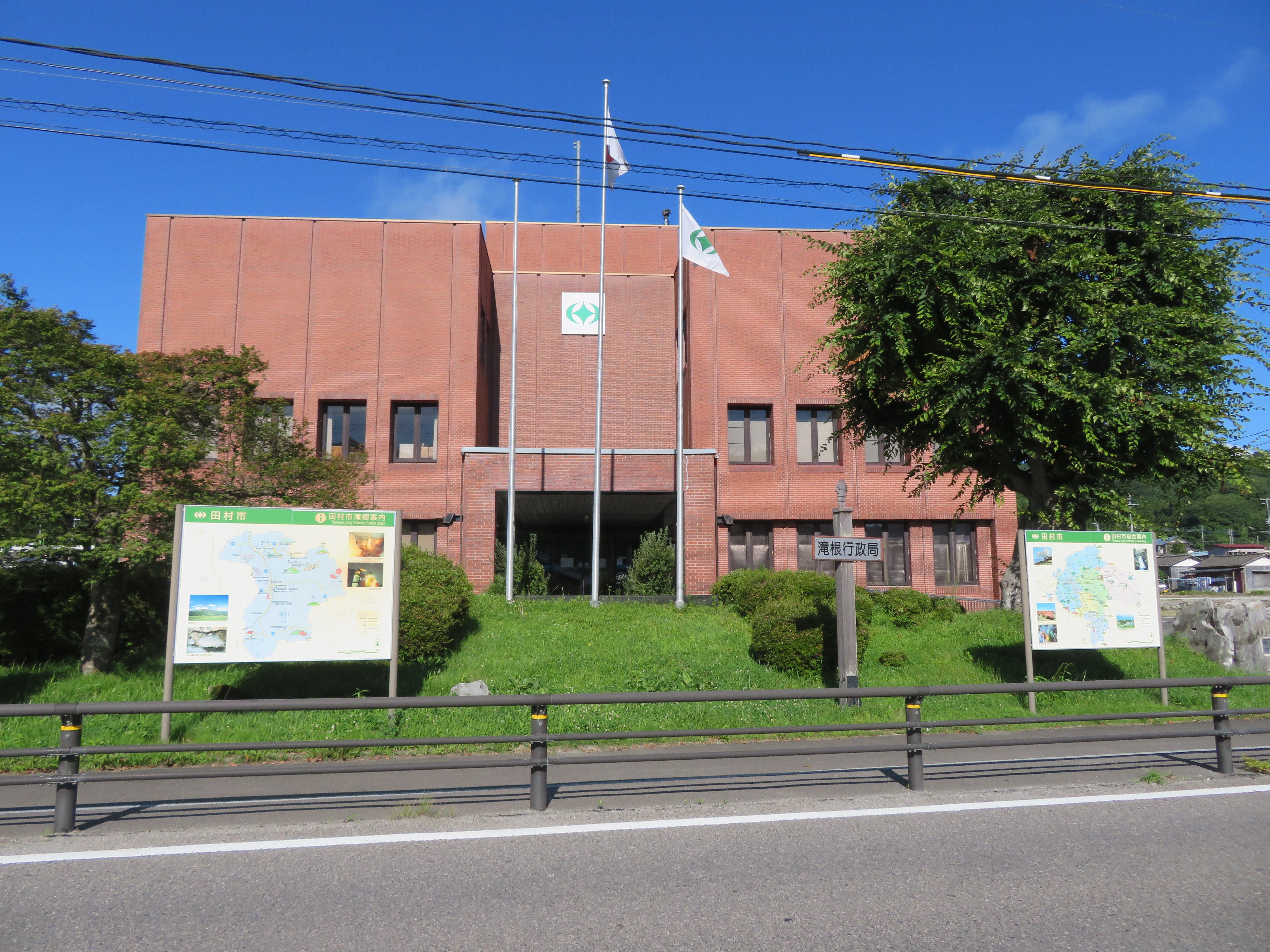
滝根行政局
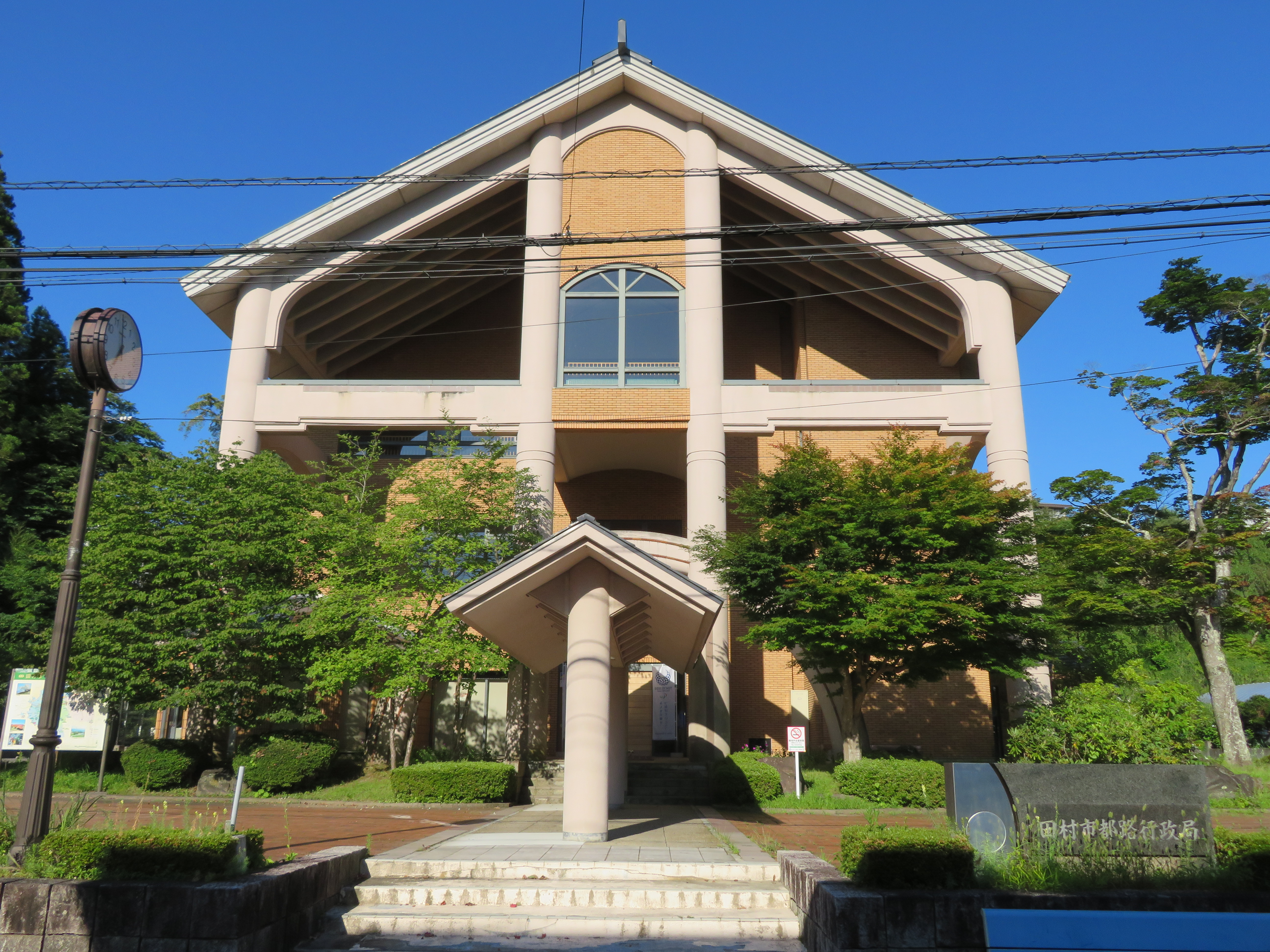
都路行政局

- 田村市役所
  - 大越行政局
  - 滝根行政局
  - 常葉行政局
  - 都路行政局
  - 文殊出張所
  - 美山出張所
  - 瀬川出張所
  - 移出張所
  - 芦沢出張所
  - 七郷出張所
  - 要田出張所

- 滝根行政局
- 都路行政局

### 消防
- 郡山地方広域消防組合
  - 田村消防署
  - 常葉分署
  - 滝根分署
  - 都路分署
  - 大越分遣所
  - 移分駐所

### 警察
- 福島県警察 田村警察署
  - 船引幹部交番
  - 要田駐在所
  - 瀬川駐在所
  - 移駐在所
  - 七郷駐在所
  - 常葉駐在所
  - 都路駐在所
  - 大越駐在所
  - 滝根駐在所

## 教育
高等学校
- 福島県立船引高等学校

中学校
- 田村市立滝根中学校
- 田村市立大越中学校
- 田村市立都路中学校
- 田村市立常葉中学校

- 田村市立船引中学校
- 田村市立船引南中学校

小学校
- 田村市立滝根小学校
- 田村市立大越小学校
- 田村市立都路小学校
- 田村市立常葉小学校

- 田村市立船引小学校
- 田村市立船引南小学校
- 田村市立美山小学校

## 交通

船引駅

### 鉄道
- 東日本旅客鉄道（JR東日本）
  - ■磐越東線
    - 神俣駅 - 菅谷駅 - 大越駅 - 磐城常葉駅 - 船引駅 - 要田駅
- 中心となる駅 - 船引駅
- 福島県庁への連絡（福島市）：郡山駅まで磐越東線を利用し、東北新幹線か東北本線に乗り換え。最寄り駅は福島駅。

### 路線バス
- 福島交通：市内に船引出張所が設置されている。

### 道路
高速道路
- 磐越自動車道
  - 田村スマートIC - 阿武隈高原SA - 船引三春IC
- 福島県道145号吉間田滝根線（広瀬工区）
  - 滝根IC

道路
- 国道288号
- 国道349号
- 国道399号
- 福島県道19号船引大越小野線
- 福島県道36号小野富岡線
- 福島県道50号浪江三春線
- 福島県道57号郡山大越線
- 福島県道112号富岡大越線
- 福島県道113号常葉芦沢線
- 福島県道119号本宮常葉線
- 福島県道145号吉間田滝根線
- 福島県道154号常葉野川線
- 福島県道172号船引停車場線
- 福島県道299号実沢要田線
- 福島県道300号門沢三春線
- 福島県道301号栗出菅谷線
- 福島県道302号柳渡戸常葉線
- 福島県道303号石沢荻田線
- 福島県道364号上移常葉線
- 福島県道381号あぶくま洞都路線
- 福島県道396号神俣停車場小野線

### 道路通称名
- 学園通り
- かたそね通り
- 中央通り

### ナンバープレート
- ナンバープレート：福島
- ナンバープレートの地名表記変更（自動車）
  - 旧滝根町、大越町、都路村は「いわき」から「福島」へ変更

（詳しいことは日本のナンバープレート一覧#市町村合併による登録地域の変更を参照）

## 施設

### ホール・会議施設

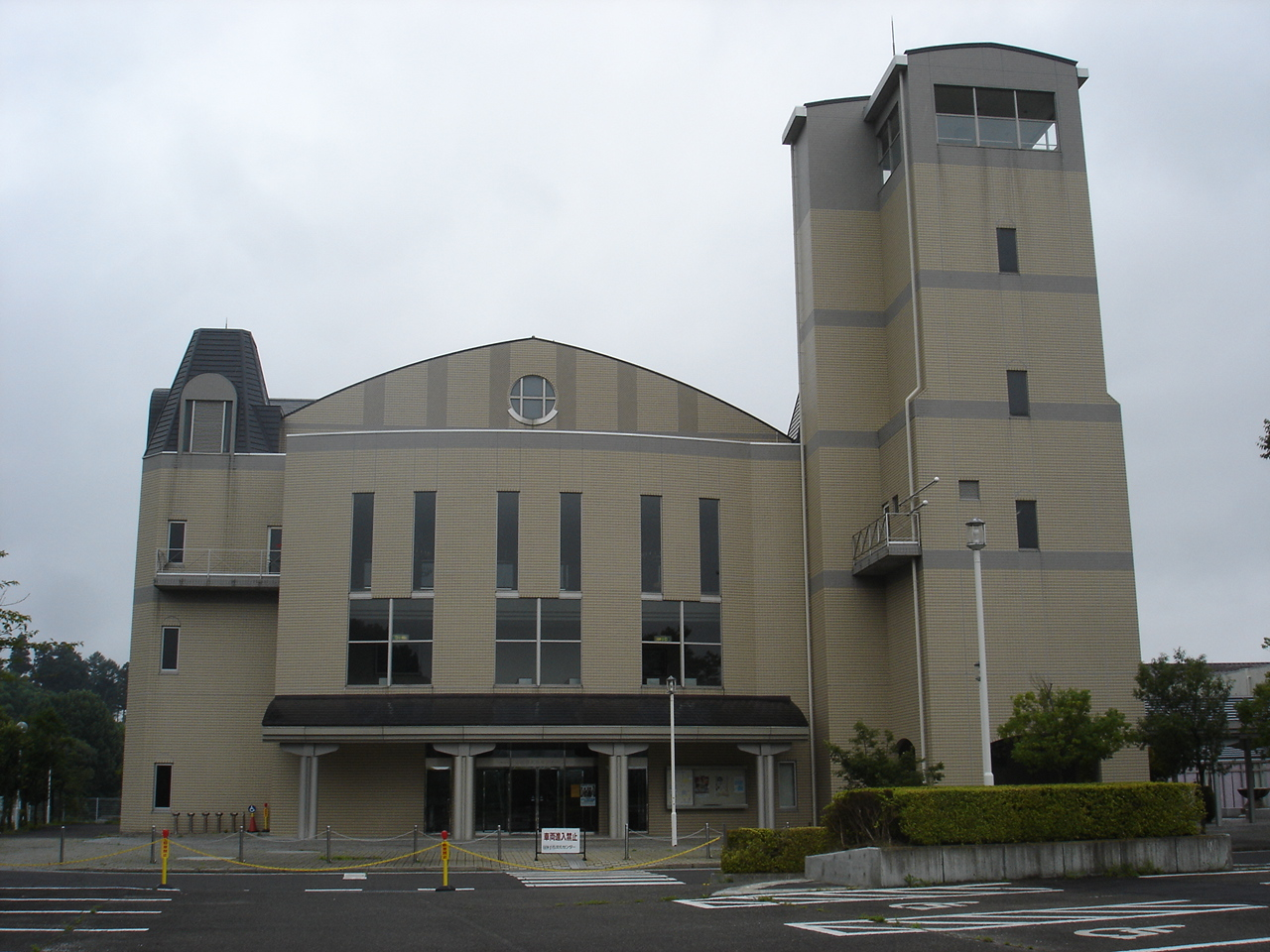
田村市文化センター

- 田村市文化センター
- 天地人大学
- 大越公民館
- 滝根公民館
- 常葉公民館
- 船引公民館
- 都路公民館

### スポーツ施設

田村市運動公園

- 田村市運動公園
  - 田村市陸上競技場
  - 田村市総合体育館
- 大越体育館
- 滝根体育館
- 常葉体育館
- 古道体育館
- つつじヶ丘運動公園
- 滝根運動場
- 常葉運動場
- 都路運動場
- 大越武道館

## 観光

### 観光地

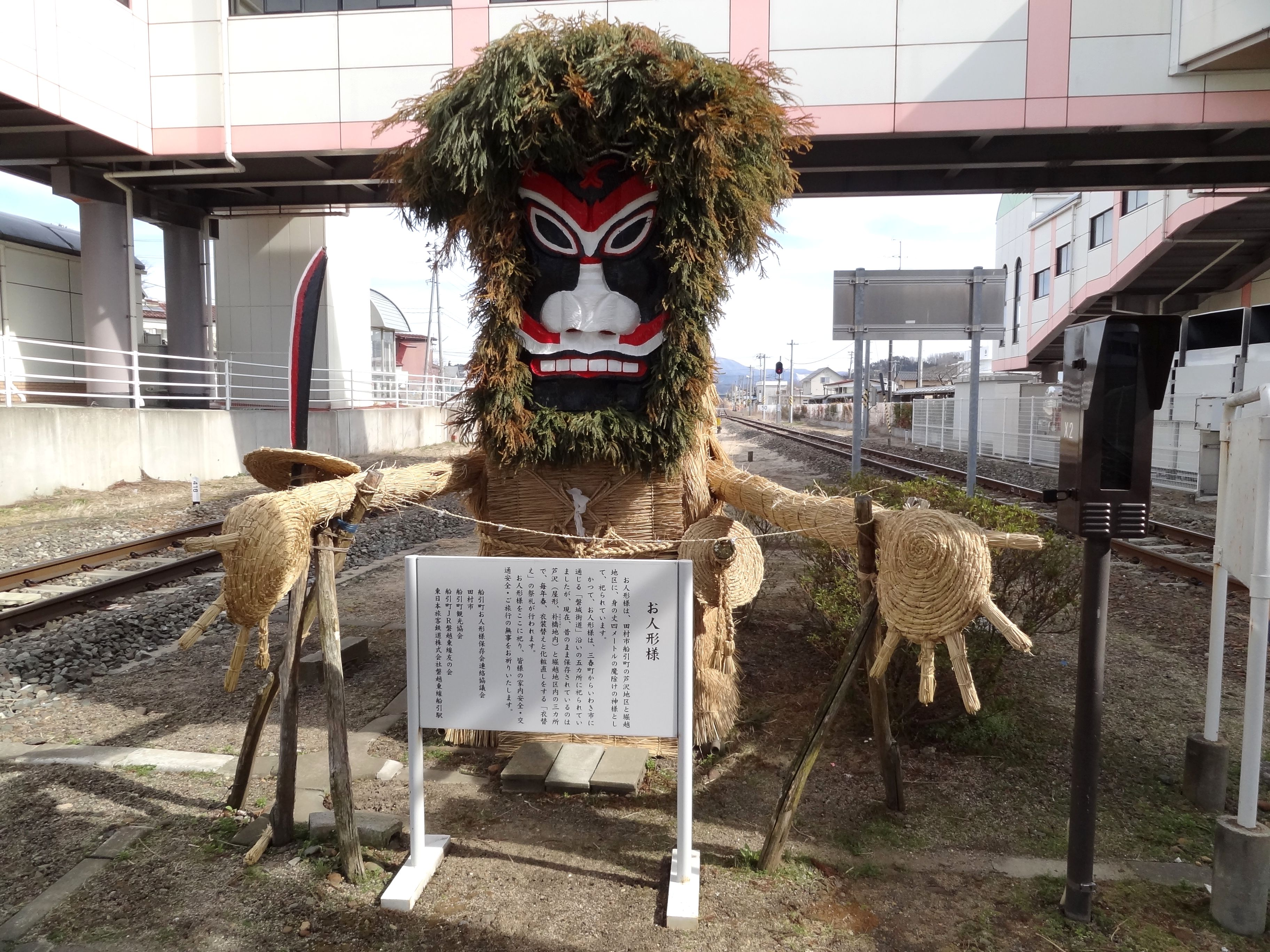
船引駅ホームにあるお人形様

- 嘉相滝
- 行司ヶ滝
- あぶくま洞
- 入水鍾乳洞
- 星の村天文台
- お人形様
- ムシムシランド
- おおたかどや山標準電波送信所
- グリーンパーク都路

### 桜の名所

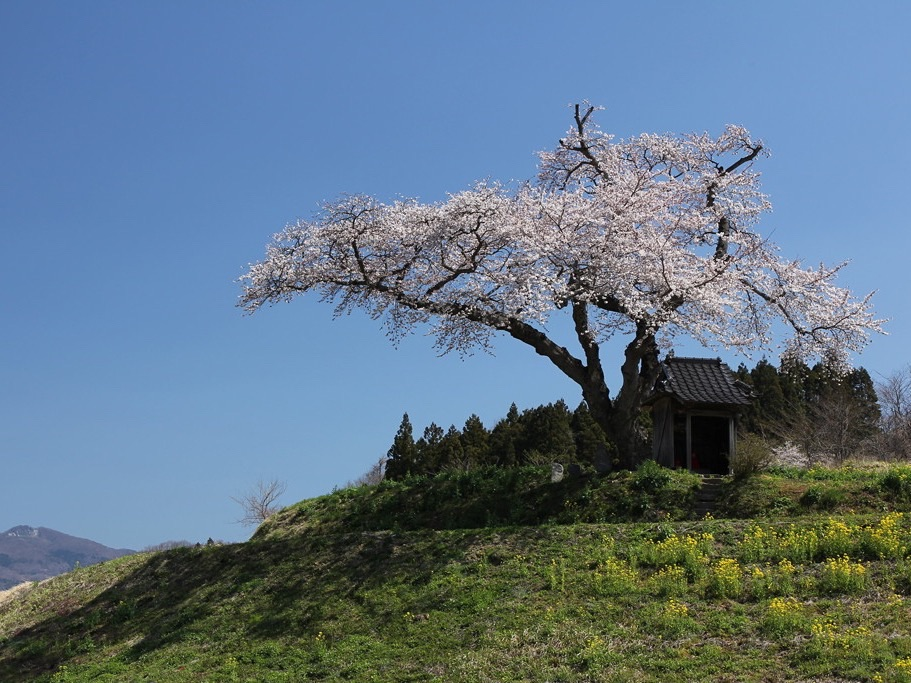
小沢の桜

- 小沢の桜
- 永泉寺の桜

### 登山
- 大滝根山
- 高柴山
- 片曽根山
- 移ヶ岳

### 祭事・イベント
- 都路灯まつり（都路）
- ムシムシランドサマーフェスティバル（常葉）
- 鬼の里納涼夏まつり（大越）
- ときわお盆の夕べ（常葉）
- ひまわりフェスティバル（大越）
- 灯籠流しと花火大会（船引）
- あぶくま洞“食ッキング”グルメフェスティバル（滝根）
- あぶくま洞秋まつり（滝根）
- 田村富士ロードレース大会（船引）

### 特産品
- エゴマ
- ピーマン
- あぶくまの天然水
- ハム・ベーコン
- かりんとう饅頭 （市内にある老舗菓子店が発祥）
- タバコ
- 日本酒「あぶくま」
- ヤマブドウ

## 著名な出身者
（五十音順）
- 荒井広幸（元新党改革参議院議員・元自民党衆議院議員、内閣官房参与）
- 今泉毅（福島放送アナウンサー）
- エンペラー吉田（自由業）
- 大野更紗（作家）
- 大和田稔（日本中央競馬会騎手・調教師）
- 久保田正広（機械材料工学・日本大学教授）
- 玄葉光一郎（衆議院副議長・元外務大臣）
- 佐藤みゆき（女優）
- 助川啓四郎（船引町長、のち立憲政友会衆議院議員）
- 冨塚宥暻（元田村市長）
- 本田康祐（OWV）
- 本田仁一（前田村市長）
- 三原昌平（プロダクトデザイナー・大同大学教授）
- 宗像徹（日本中央競馬会騎手）
- よこたとくお（漫画家）
- 渡辺高夫（陸上競技指導者、元仙台育英学園高等学校陸上競技部監督）
- 渡辺由紀（女優）